# Symulator kozy
Symulator kozy (ang. Goat Simulator) – komputerowa gra symulacyjna stworzona przez Coffee Stain Studios. Wydana została na Windowsa 1 kwietnia 2014, a na macOSa i Linuxa 27 czerwca 2014. Wersje na Androida i iOSa ukazały się 17 września 2014. Edycjami na konsole Xbox 360 oraz Xbox One zajęło się studio Double Eleven, które ostatecznie zostały wydane 17 kwietnia 2015. To samo studio stworzyło wersje na PlayStation 3 i PlayStation 4, które wyszły 11 sierpnia 2015. W grze gracz wciela się w kozę.

## Odbiór gry
Gra przed premierą otrzymała mieszane recenzje; Goat Simulator został oceniona przez GameRankings, uzyskując 62,48% (ocena oparta na 25 recenzjach), oraz przez Metacritic, uzyskując 62/100 punktów (ocena oparta na 39 recenzjach).